# World Golf Tour
O World Golf Tour (ou WGT Golf) é um  jogo de golfe online de multijogadores. O WGT Golf é jogado virtualmente em campos de golfe reais localizados nos Estados Unidos, no Reino Unido, nos Países Baixos, no Canadá e no México, utilizando uma tecnologia patenteada de georreferenciamento fotorrealista em 3D. Os Jogadores podem jogar com a família ou amigos, participar de um quarteto ou iniciar o seu próprio jogo. Os Jogadores podem escolher entre competir em uma variedade de virtual de partidas de golfe com até quatro jogadores ao mesmo tempo, jogar individualmente ou entrar em um desafio de competências ou em torneios com prêmios.
Os co-fundadores do WGT Media Chade Nelson e YuChiang Cheng, em 2006, tentaram trazer um jogo de simulação de golfe de qualidade superior que pudesse ser jogado gratuitamente na Internet, e competisse ou superasse a qualidade visual de jogos de esportes de vídeo jogos. Parte do objetivo pretendido era ter uma rede social totalmente integrada. Eles recrutaram JF Prata e Phil Gorrow da Electronic Arts para criar a interface onde rodaria o jogo. Interfaces de milhares de fotografias de cada campo de golfe foram usadas para criar a experiência de golfe WGT. WGT Media lançou uma demonstração do sítio em 2007 e iniciou uma versão aberta beta de teste em outubro de 2008. O primeiro campo de golfe WGT Media capturado e desenvolvido para o jogo foi o Ocean Course em Kiawah Island Golf Resort, localizado na Carolina do Sul.
Por causa de sua autenticidade na fotografia e utilizando campos de golfe reais para o desenvolvimento de jogos, WGT de Golfe difere do padrão de console de jogos de esportes em vídeo que são produzidos totalmente por computação gráfica, prestados por animadores. Usando este processo particular de desenvolvimento do jogo, ele permitiu um verdadeiro jogo realístico para os usuários do WGT Golfe. Os Membros da PGA tem a experiência de poder praticar WGT Golfe antes de ir para os torneios.
A WGT Media não cobra uma taxa para jogar os cursos HD que ela desenvolveu. WGT Media deriva receitas de alto número de patrocinadores de torneios online, de propagandas e de micro transações para atualização de equipamento de golfe e para diferentes escolhas no traje dos avatares fornecidas pela empresa. Os prêmios em dinheiro dos torneios podem ser ganhos e, em seguida, usado para a compra de bens virtuais, como novos clubes e roupas para personalizar o avatar.
Em janeiro de 2011, um quarteto completou a rodada de número 100 milhões no WGT Golf. Em outubro de 2013, o World Golf Tour Media lançou a versão móvel para tablets e smartphones.

## Cursos disponíveis
Campos de golfe desenvolvidos para jogar no WGT Golf incluem:
Stroke play (total de 18 buracos):
- St Andrews
- Bethpage Black
- Chambers Bay
- Cabo del Sol, no México, um "green fee" de US$0,40 (40 créditos) para 9 buracos ou US$0,60 (60 créditos) para 18 buracos. O curso é baseado em TruGolf computer-generated graphics, no entanto, em vez da tecnologia do WGT de fotografia de alta definição.
- Chateau Whistler, Canadá, outro curso TruGolf que pode ser jogados pagando-se a mesma taxa de Cabo Del Sol.
- Congresso (Curso Azul)
- Kiawah Island Ocean Course
- Merion (Curso Leste)
- Oakmont
- Old Course em St Andrews
- Praia Do Calhau
- Pinehurst Resort (Curso nº 2)
- Royal St. George
- O Clube Olímpico (Lago de Curso)

Desafios mais próximo-para-o-buraco (9 buracos, ou em alguns casos, de dois diferentes conjuntos de 9 buracos cada um):
- Bali Hai, Em Las Vegas, Nevada
- Celtic Manor Resort, Curso Twenty Ten
- Edgewood, Lake Tahoe, Nevada
- Harbor Town
- Hilversumsche Golf Club, Hilversum, Holanda
- Pebble Beach
- Pinehurst Nº 8
- Wolf Creek, Mesquite, Nevada
- The Olympic Club (Lake Course)[10]
- Challenge at Manele, Lanai City, HI
- Lanai Experience Koele, OI
- Valhalla Golf Club, Em Louisville, Kentucky

## Parceiros
WGT Media possui contratos de licença com os verdadeiros campos de golfe e proprietários de torneios, tais como a United States Golf Association (USGA) e o R&A. WGT também fez acordos com fornecedores de equipamentos e outras empresas, como a TruGolf, Taylor Made, Adams Golf, Ping, Lynx, Nike, Snake Eyes Golf, Cleveland, Callaway, Srixon, Loudmouth Golf, American Express, Sky Golf, Adidas Golf, Ketel One vodka, Lexus, Old Granddad bourbon e a Pilsner Urquell.